# Cralopa kaputarensis
Cralopa kaputarensis је пуж из реда Stylommatophora и фамилије Charopidae.

## Угроженост
Подаци о распрострањености ове врсте су недовољни.

## Распрострањење
Ареал врсте је ограничен на једну државу. 
Аустралија је једино познато природно станиште врсте.